# Akusilaos von Argos
Akusilaos von Argos (* Ende des 6. Jahrhunderts v. Chr.; † erste Hälfte des 5. Jahrhunderts v. Chr.) war ein antiker griechischer Genealoge und Geschichtsschreiber. Nach Hekataios von Milet einer der ersten bekannten griechischen Prosaschriftsteller und Geschichtsschreiber überhaupt, wird er ähnlich wie Pherekydes von Athen zu den sogenannten Logographen gerechnet und beschäftigte sich hauptsächlich mit Mythographie.
Akusilaos schrieb drei Bücher, von denen wir aus Fragmenten Kenntnis haben (zusammen Historiai oder Genealogiai genannt) und behandelte darin jeweils die göttliche, heroische und schließlich menschliche Genealogie. Besonders in der göttlichen Genealogie sind Unterschiede zum Vorbild Hesiod festzustellen: Während Hesiod die Mythologie mit den vier elternlosen Protogonoi Chaos, Tartaros, Ge und Eros beginnen lässt, nimmt Akusilaos nur Chaos als Ausgangspunkt und verlegt Eros wahrscheinlich sogar erst in die vierte Generation.
Insgesamt unternahm Akusilaos anscheinend den Versuch, wie Hesiod die sehr unterschiedlichen lokalen Göttermythen in ein (bei ihm im Unterschied zu seinem Vorbild aber gleich zu Anfang streng hierarchisch gegliedertes) genealogisches Gesamtsystem zu überführen; auch auf dem Feld der Geschichte der Heroen und Menschen dürfte er Ähnliches beabsichtigt haben. Seine Auseinandersetzung mit dem Stoff wird allerdings von späteren Geschichtsschreibern, etwa Herodot, ebenso wie von vielen heutigen Historikern eher negativ beurteilt. Die Vorgehensweise des Akusilaos und die der anderen antiken Autoren, die zu den Logographen gerechnet werden, gilt im Vergleich zum Vorgänger Hekataios von Milet als weniger wissenschaftlich.

## Ausgabe der Fragmente
- Felix Jacoby, Die Fragmente der griechischen Historiker, Nr. 2.
- Ilaria Andolfi (Hrsg.): Acusilaus of Argos‘ Rhapsody in Prose. Introduction, Text and Commentary. De Gruyter, Berlin, New York 2019 (Trends in Classics – Supplementary Volumes, 70).